# Гибихенштейнбрюкке
Гибихенштейнбрюкке (нем. Giebichensteinbrücke), также известен как Крёлльвицкий мост (нем. Kröllwitzer Brücke), — один из трёх мостов через Зале в черте города Галле (Саксония-Анхальт, Германия); располагается на Крёлльвицер-штрассе рядом с замком Гибихенштайн и соединяет районы города Гибихенштайн и Крёлльвиц. По мосту организовано автомобильное, трамвайное и пешеходное движение.

## История

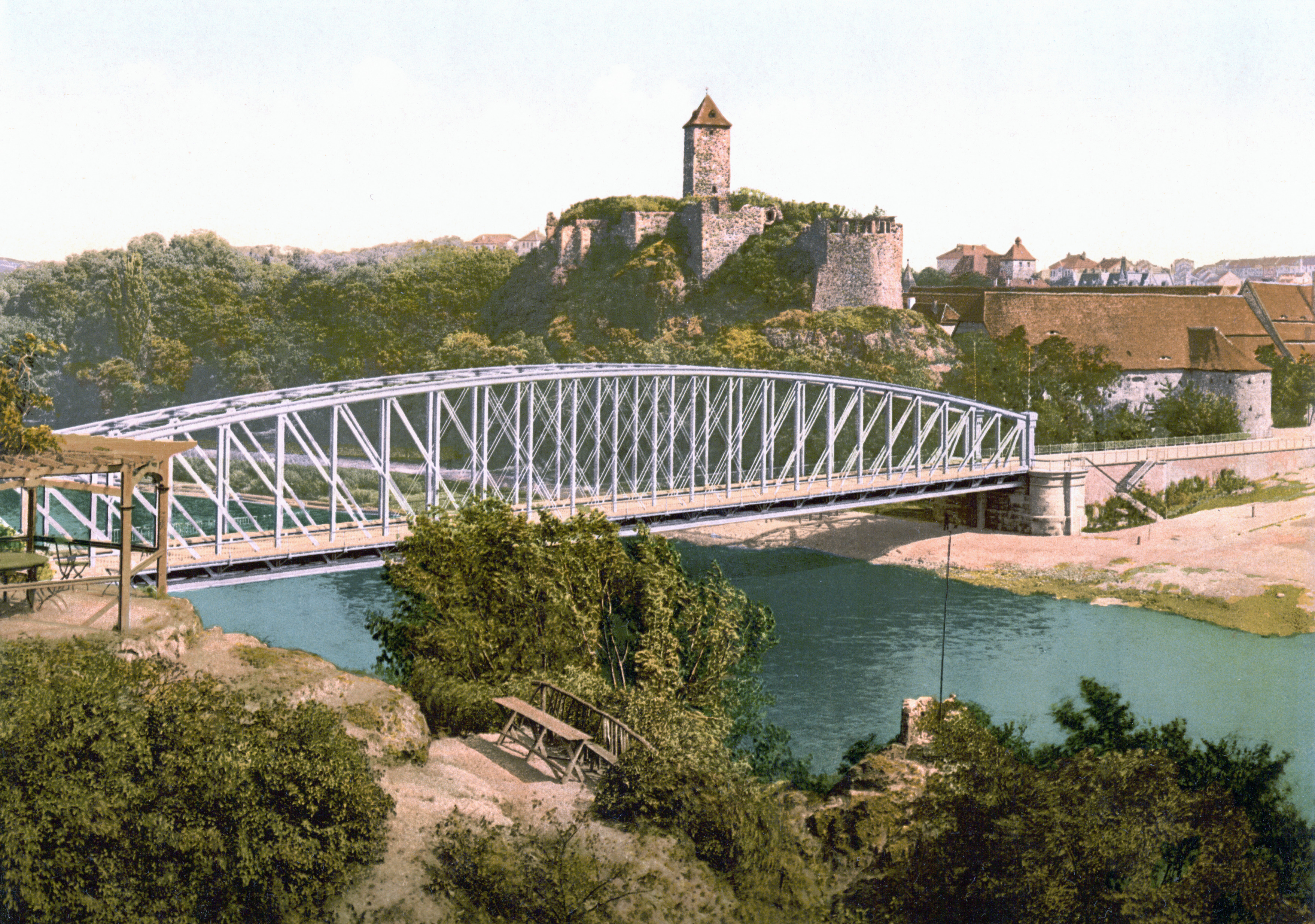
Вид на мост и замок Гибихенштайн около 1900 года

В XIV веке в этом месте впервые был сооружён деревянный мост. Позднее здесь действовала паромная переправа. В конце XIX века был организован понтонный мост, который через несколько лет был заменён на мост из стальных ферм.
В своём современном виде железобетонный четырёхпролётный арочный мост длиной 261 метр и шириной 16,5 метров был построен за два года (с 1926 по 1928 год) по проекту архитектора Пауля Тирша.
Во время войны 14 апреля 1945 года мост был разрушен, однако уже в 1949 году восстановлен в прежнем виде.
В 1995 году был произведён капитальный ремонт моста.

## Скульптуры моста
На быках моста в 1928 году установлена скульптурная пара коровы и лошади, созданная немецким скульптором Герхардом Марксом. Она является символом соединения сельского начала Крёлльвица (корова) и городского начала Гибихенштайна (лошадь).
Материалом скульптур послужил бетон, в который, помимо прочего, были добавлены шлаки, речной песок и измельчённый порфир. Взаимодействие проникавшей в скульптуры дождевой воды с порфиром привело к разбуханию последнего; в результате щелочно-кремниевой реакции скульптуры покрылись глубокими трещинами. В связи с этим в марте 2011 года была начата реставрация скульптурной пары, и два года они были скрыты от глаз в деревянных ящиках. За это время в трещины закачали цемент и покрыли скульптуры снаружи защитным покрытием. 21 марта 2013 года состоялась публичное открытие обновлённых коровы и лошади.

Корова и лошадь
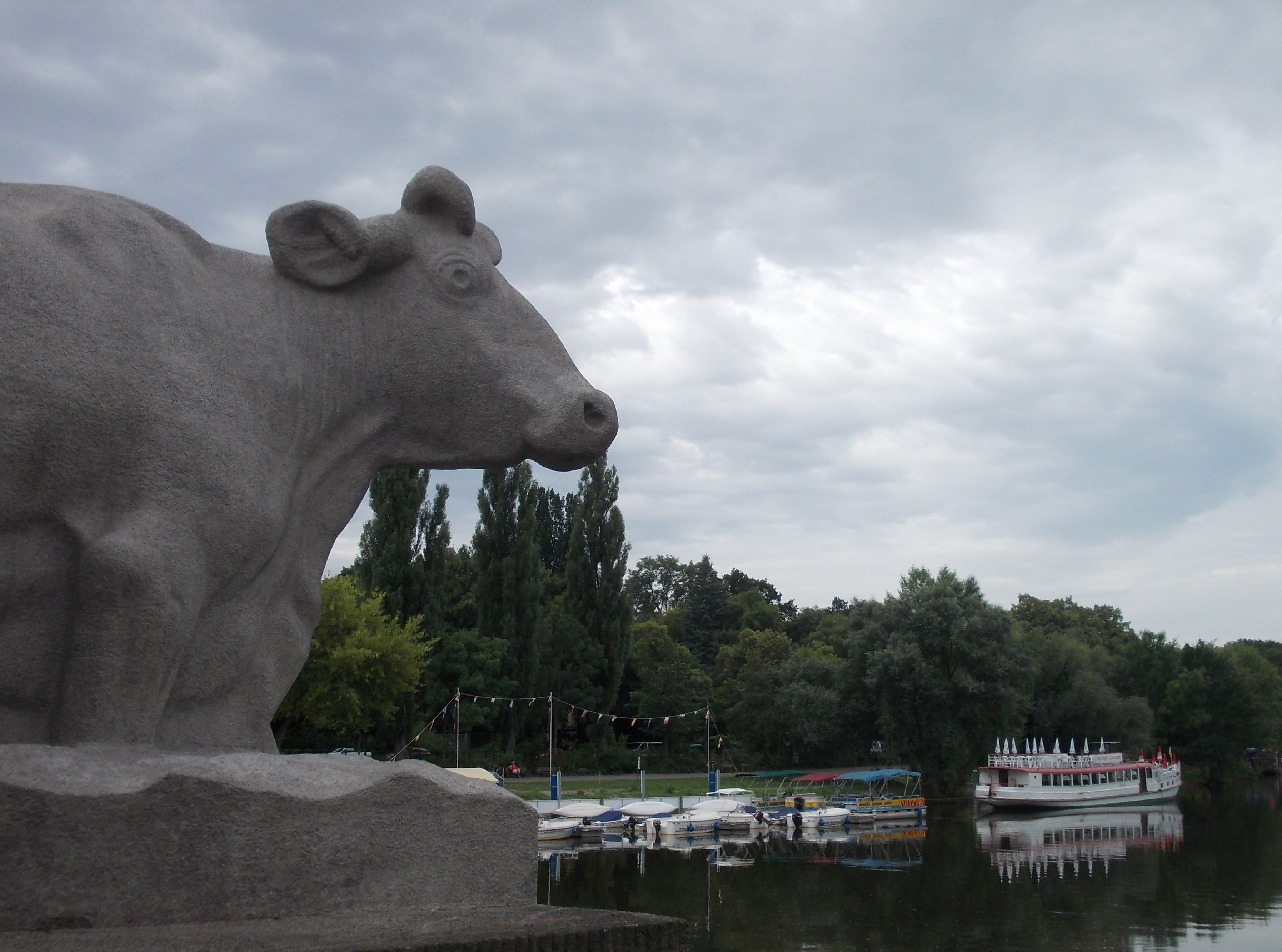
Корова
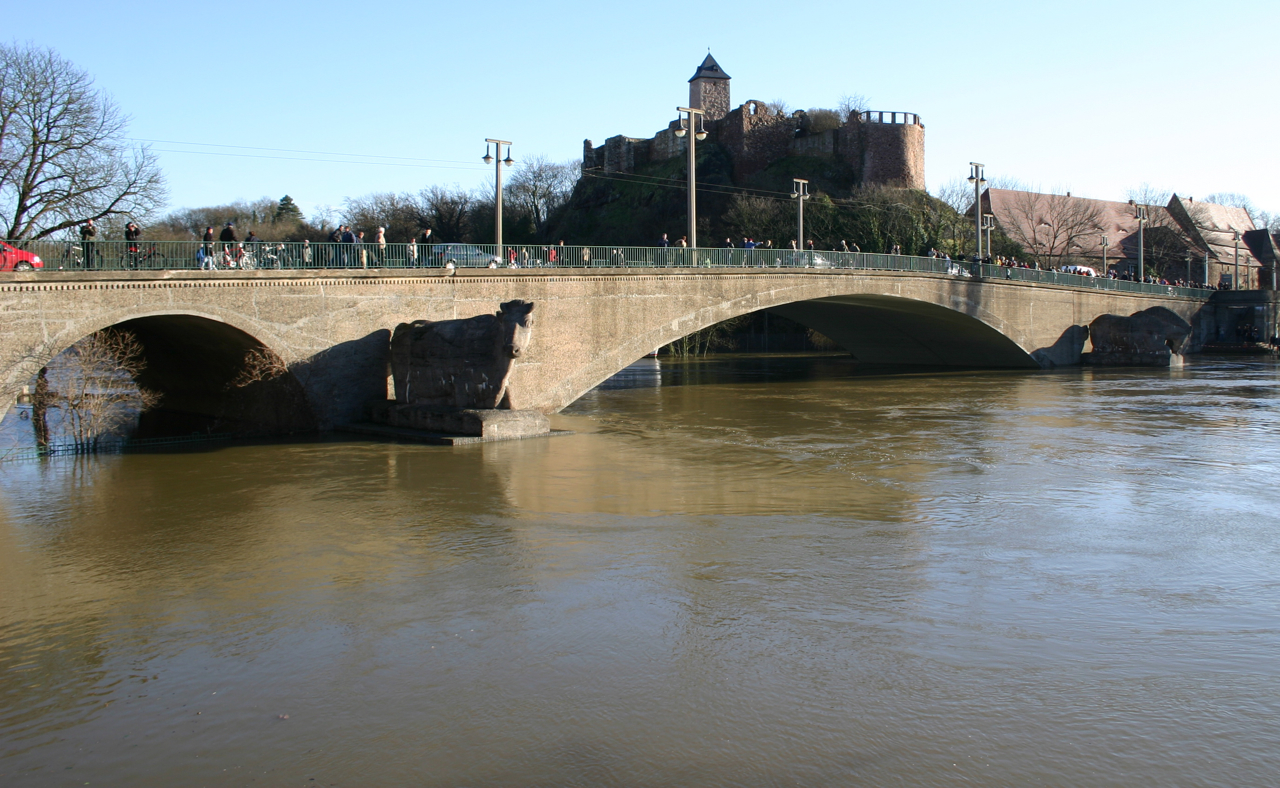
Общий вид на мост и скульптуры
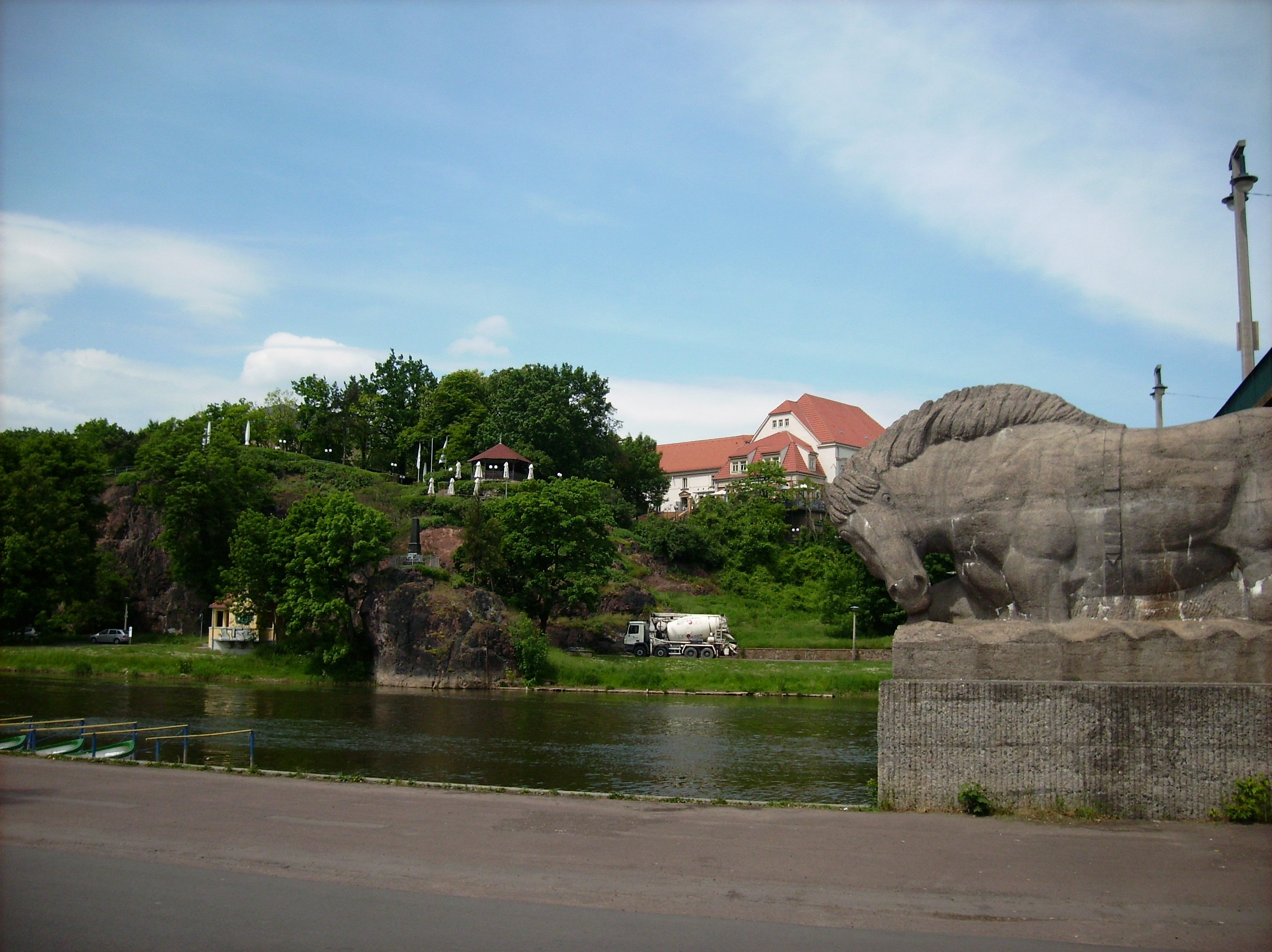
Лошадь
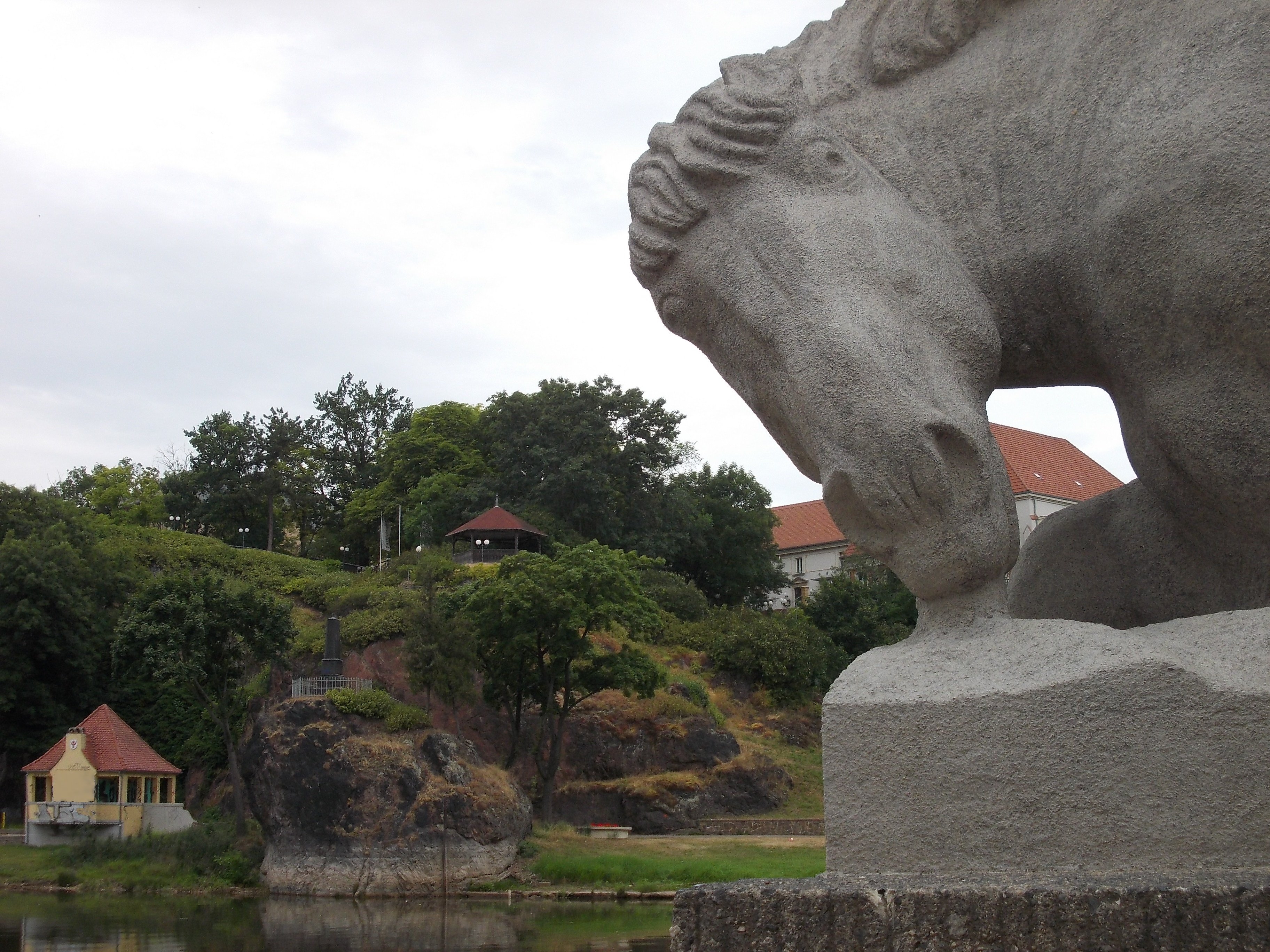
Лошадь

## Галерея

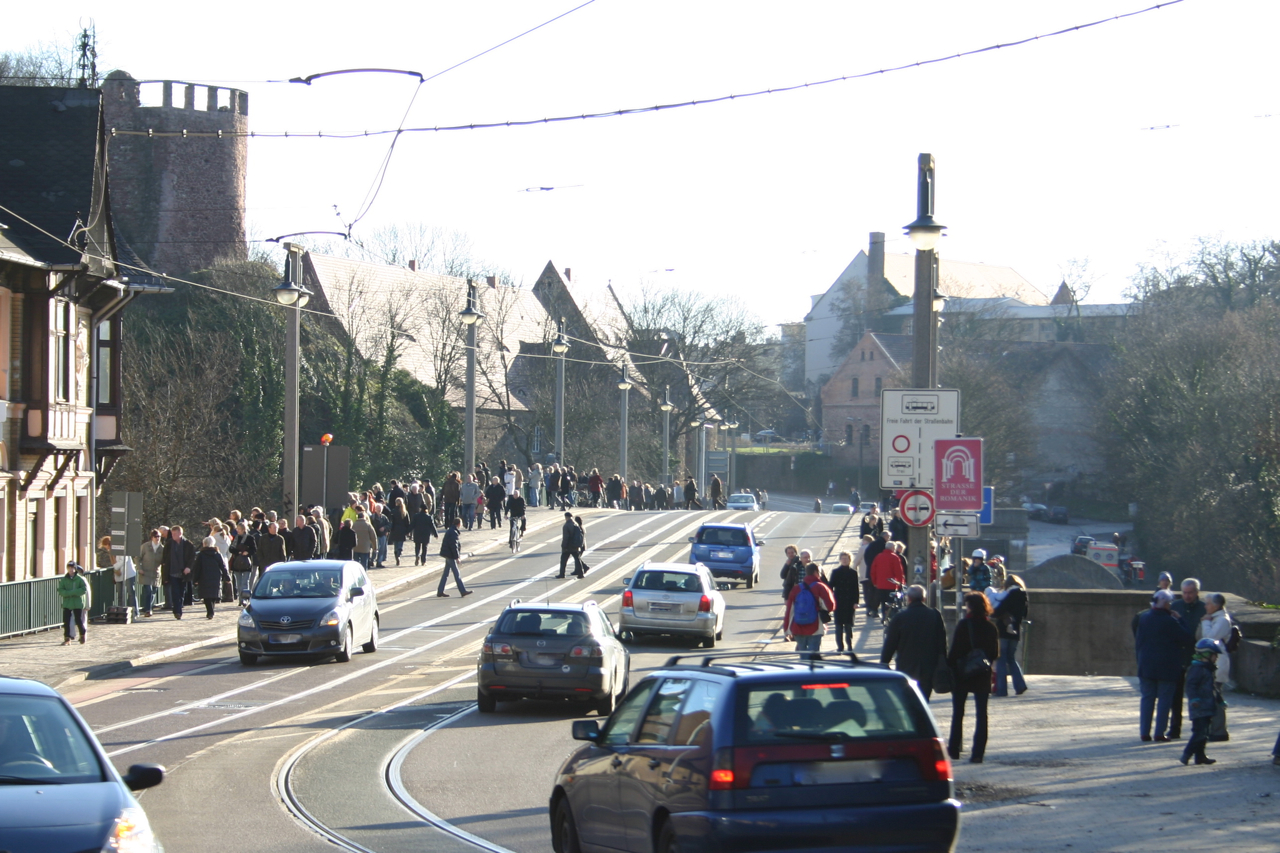
Проезжая часть моста (2011)
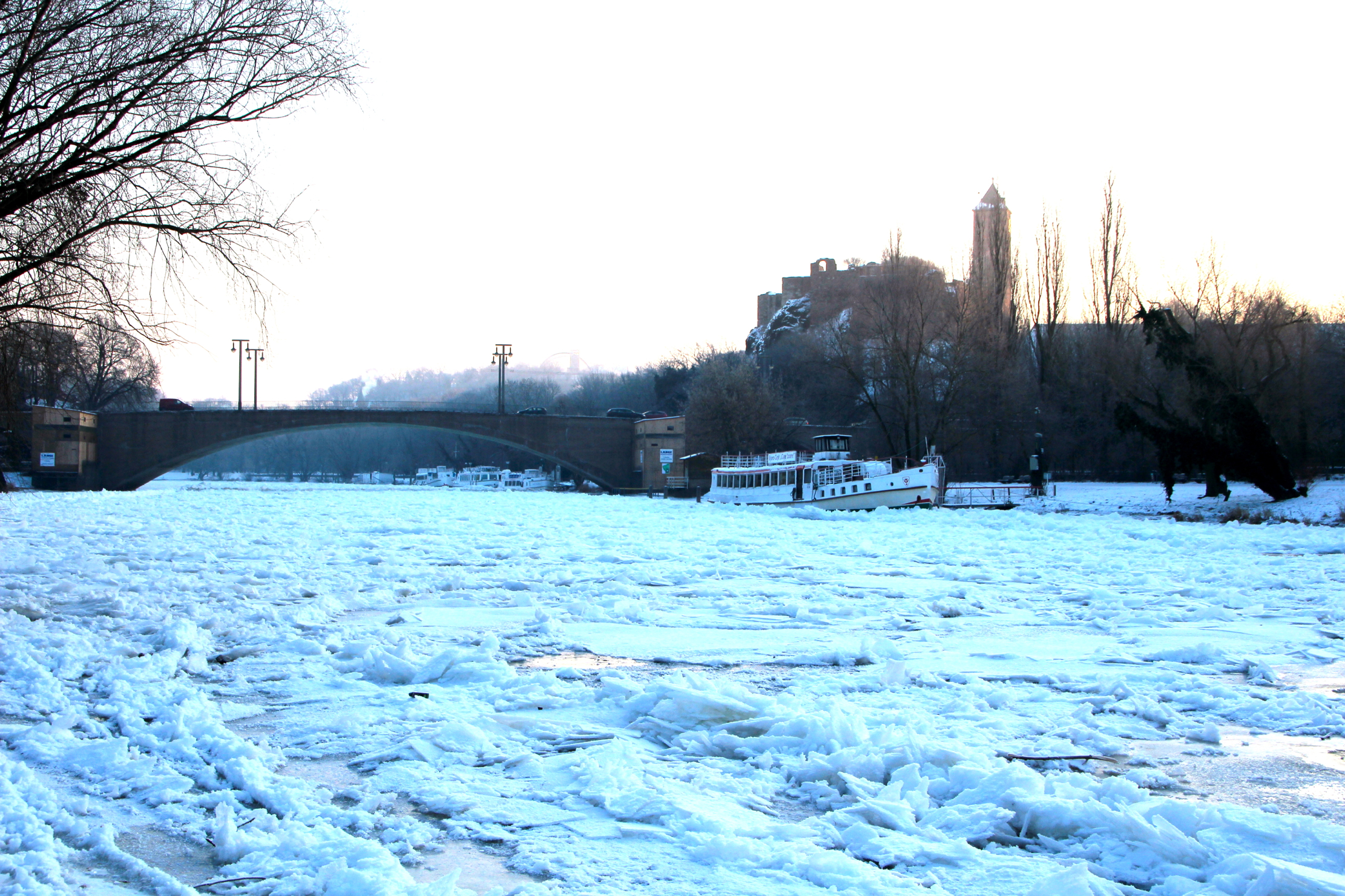
Вид на мост зимой (2012)
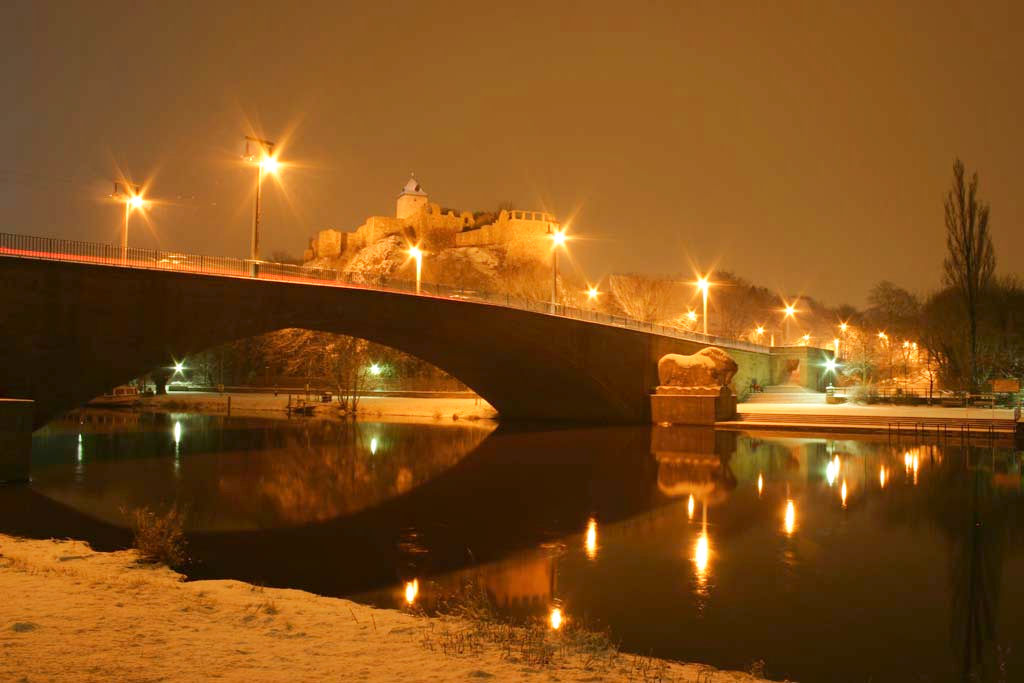
Вид на мост ночью (2005)
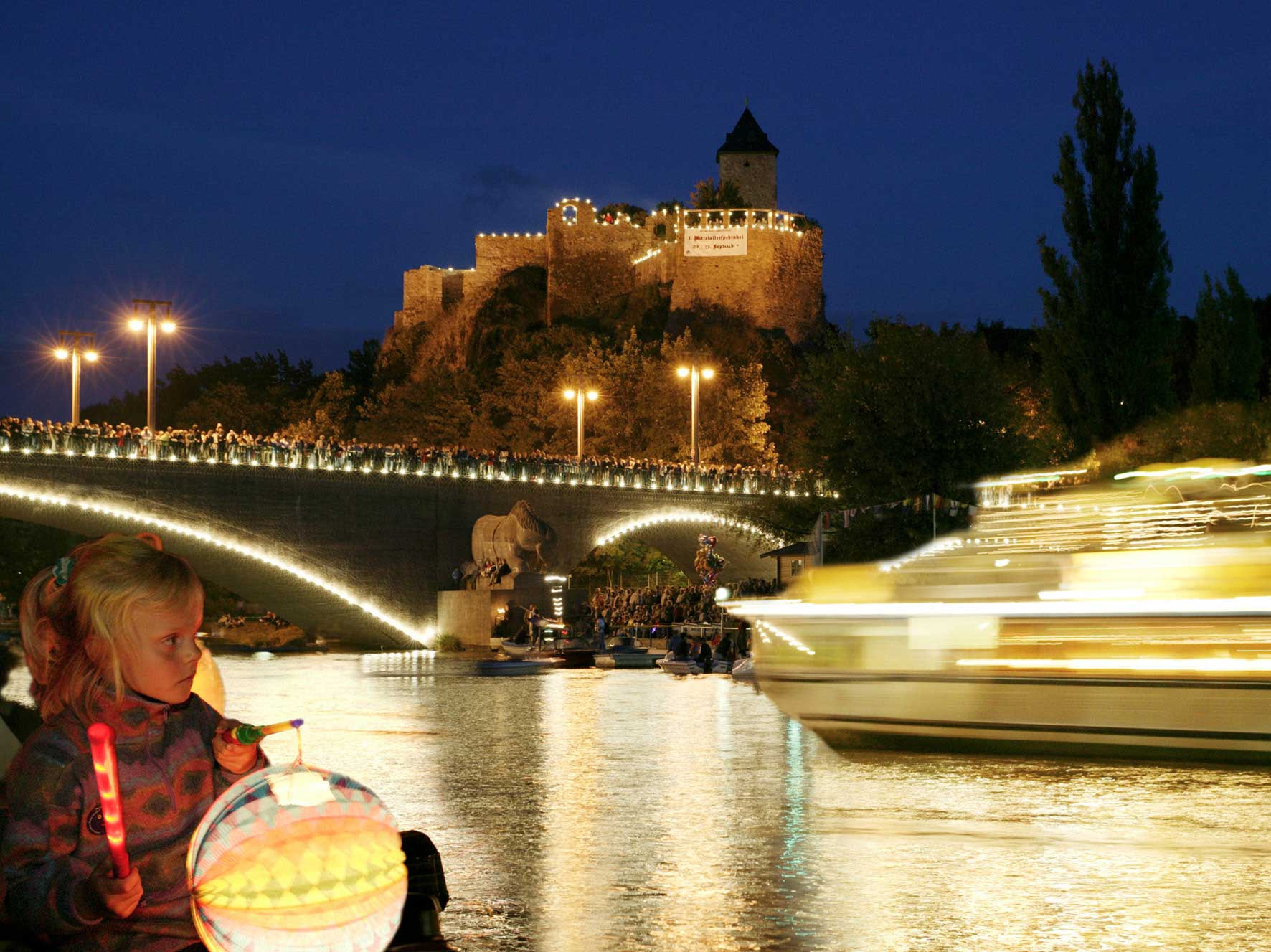
Фестиваль фонарей в августе (2011)
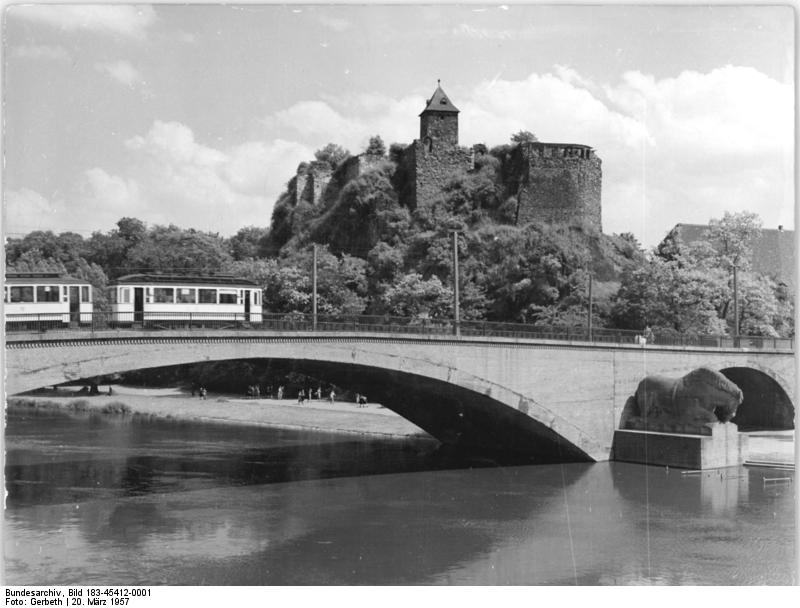
Вид на мост и замок (1957)
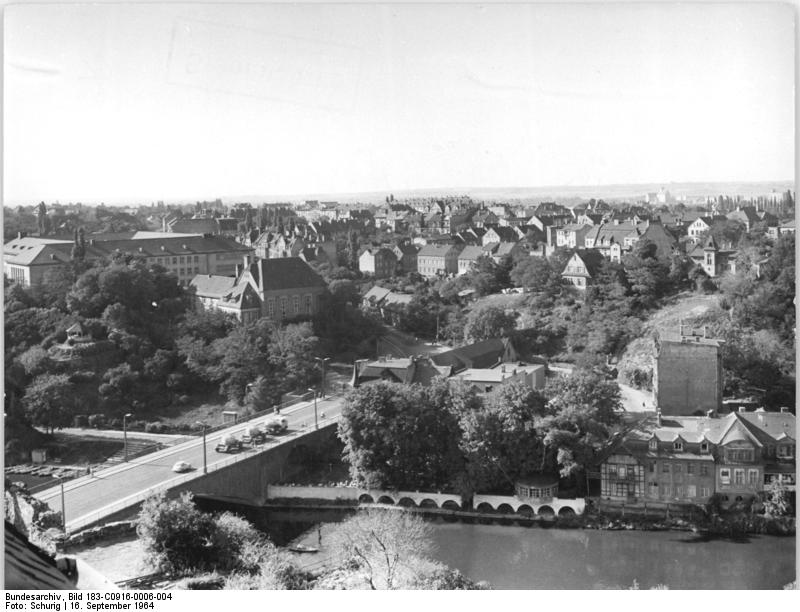
Вид на мост и город (1964)
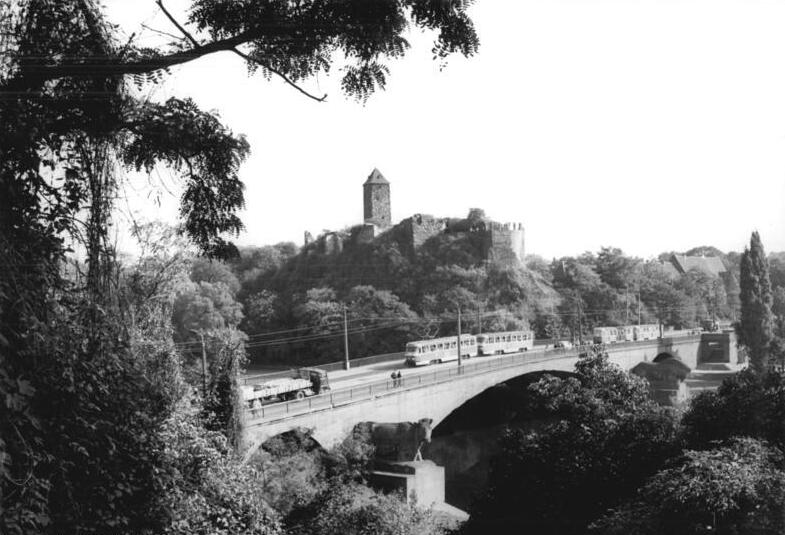
Вид на мост и замок (1983)